# Zisterzienserinnenkloster San Vicente (Segovia)
Das Zisterzienserinnenkloster San Vicente ist seit 1156 ein Kloster der Zisterzienserinnen in Segovia in Spanien.

## Geschichte
Das heutige Kloster Santa María y San Vicente el Real am Fluss Eresma in Segovia (in der Straße Calle San Vicente  el Real 44) ging aus einem frühen Benediktinerinnenkonvent hervor und wurde 1156 zisterziensisch. Es hat seither Bestand, ist aber wegen Überalterung gefährdet.